# Дикий мир будущего (мультсериал)
«Дикий мир будущего» или «Мир будущего» (англ. The Future Is Wild) — мультсериал на основе телефильма «Дикий мир будущего (2002)», снятый в 2007 году в США, о путешествии четырёх подростков во время событий, описанных в фильме. Согласно мультсериалу, через 10 000 лет наступит новый ледниковый период, грозящий человечеству вымиранием. Для разведки места переселения Си-Джи с командой роботов перемещается на машине времени на 200 миллионов лет в будущее. Попавший на борт Сквибби выводит из строя роботов и запускает машину времени в XXI век, где присоединяются Итан, Луис и Эмили.

## Сюжет
Эмили, Итан и Луис знакомятся с девочкой из будущего Си-Джи. Они узнают, что через десять тысяч лет планета окажется на грани уничтожения и людям нужно будет искать новый дом в далёком будущем. Отважная Си-Джи отправляется в опасное путешествие, чтобы помочь человечеству. Друзья решают присоединиться к ней, желая постичь все тайны мира будущего.

## Персонажи
- Си-Джи (англ.  C.G., озвучивает Эшли Питерс) — капитан машины времени. Прибыла из 10,000 года нашей эры. Она довольно сдержана в общении, однако к концу сериала становится более открытой. Страдает арахнофобией и предположительно астмой. У нее голубые глаза. Имеет две синие пряди в волосах и две голубые полосы рядом с ее левым глазом.

Полное имя: Кассиопея Джи (англ.  Cassiopeia G.).
- Итан (англ.  Ethan, озвучивает Марк Донато) — авантюрист, любящий приключения. Он смел и бесстрашен, но вместе с тем бывает безрассуден. Часто плохо шутит. Любит дразнить Луиса из-за его осторожности при выполнении миссий. Страдает клаустрофобией. У него голубые глаза и светлые волосы. Влюблен в Эмили, но, скорее всего, сам не догадывается об этом.

Полное имя: Итан Болэйто (англ.  Ethan Bolato).
- Эмили (англ.  Emily, озвучивает Миранда Джонс) — любит животных. Заботится о Сквиббоне и часто защищает его, поэтому он привязан к ней больше, чем к другим членам экипажа. Она всегда старается найти хорошее в людях. У нее зеленые глаза и рыжие волосы. Есть сестра. Имеет романтическую симпатию к Итану.

Полное имя: Эмили Лонарте (англ.  Emily Lonartae).
- Луис (англ.  Luis, озвучивает Тейлор Абраамс) — самый умный член экипажа. Обычно предпочитает оставаться в машине времени, чтобы избежать столкновения с опасными животными будущего. Немного одержим по поводу гигиены и микробов. Увлекается геокэшингом. У него темные волосы и карие глаза, носит футболку с изображением черепа.

Полное имя: Луис Калабасас (англ.  Luis Calabasas).
- Сквиббон (англ.  Squibbon, озвучивает Ричард Бинсли) — наземный кальмар будущего. Обычно ребята зовут его Сквибби. Случайно попал на борт машины времени и перенаправил ее в двадцать первый век, благодаря чему Си-Джи познакомилась с Эмили, Луисом и Итаном. В эпизоде "Призрак на корабле?" становится понятно, что он гораздо умнее, чем кажется. Называет членов экипажа "волосатоголовые". Любит танцевать под звуки лазера.
- Отец Си-Джи (англ.  CG's father, озвучивает Седрик Смит) — информирует Си-Джи о целях экипажа в каждой среде. Не знает о нахождении Сквиббона на борту до серии "Милый дом Пангея-2". Не одобряет пребывание на корабле Эмили, Итана и Луиса, называя их "примитивы". Как и его дочь, имеет две голубые полосы рядом с левым глазом.

## Список серий
В некоторых сценах происходящее показано с точки зрения местных животных.
| № серии | Название                                                             | Дата выхода в эфир | Животное                   |
| --- | -------------------------------------------------------------------- | ------------------ | -------------------------- |
| 1 | Электрический рыбак / The Electric Fisherman                         | 13 октября 2007    | Электрические сомы         |
| Корабль теряет энергию и падает в 100 млн. лет в будущем в Бенгальском болоте, образовавшемся из-за подъёма воды более чем на сто метров по сравнению с эрой человека. |                                                                      |                    |                            |
| 2 | Опасные наблюдения за птицами / Extreme Bird Watching                | 13 октября 2007    | Жуки-птицееды              |
| Машина приземляется в антарктическом дождевом лесу. На Итана нападают ястребиные осы. |                                                                      |                    |                            |
| 3 | Заоблачные переживания / Sky High Anxiety                            | 20 октября 2007    | Большие синие буревестники |
| Метеозонд сталкивается в воздухе с четырёхкрылой птицей. |                                                                      |                    |                            |
| 4 | Торатонный груз / Toratonnage                                        | 27 октября 2007    | Торатоны                   |
| Машина времени застревает в грязи, и Луис пытается исправить это. Между тем, оставшаяся часть команды отправляется изучать необычный источник тепла. |                                                                      |                    |                            |
| 5 | Мыслить масштабно / Think Big                                        | 3 ноября 2007      | Торатоны                   |
| По вине экипажа, торатон упал и не может подняться. Луис становится «мамой» детёнышей торатона. |                                                                      |                    |                            |
| 6 | Сквиббон видит, сквиббон делает /Squibbon See Squibbon Do            | 10 ноября 2007     | Сквомпусы                  |
| Сквибби крадет ключ от темпорального коммуникатора. Его нужно вернуть до сеанса связи с отцом Си Джи. |                                                                      |                    |                            |
| 7 | Погл — не домашнее животное… пока / A Poggle’s Not A Pet… Yet        | 1 декабря 2007     | Поглы                      |
| Эмили и Си Джи пытаются наладить отношения. В это же время, Итан и Луис занялись сноубордингом. |                                                                      |                    |                            |
| 8 | Бойся призрака / Phantom Fear                                        | 15 декабря 2007    | Рифовые глайдеры           |
| Машина времени погружается в океан и превращается в подводную лодку. Си Джи пытается поднять её к поверхности, но она запутывается в щупальцах океанского фантома. |                                                                      |                    |                            |
| 9 | Будущее под землёй / The Future Is Underground                       | 19 января 2008     | Терабайты                  |
| Машина времени переносится на 200 млн. лет в будущее, на Пангею-2, и оказывается в пустыне. Во время посадки вытекает охлаждающая жидкость, а воды остается на один день. Луис уменьшает своих спутников, и они отправляются в башню терабайтов искать воду.                                                                                  |                                                                      |                    |                            |
| 10 | Доверяй своей команде / Be True To Your Crew                         | 2 февраля 2008     | —                          |
| Команда обнаруживает, что Си Джи тайно пытается починить роботов - бывших членов экипажа. Си Джи рассказывает друзьям, как впервые встретила их, и говорит, что хочет вернуть ребят домой. |                                                                      |                    |                            |
| 11 | Знак машины времени / Sign of the Timeflyer                          | 16 февраля 2008    | Бабукари                   |
| Машина времени перемещается на 5 млн. лет на Амазонию, где путешественники становятся объектом охоты двухметровых птиц. |                                                                      |                    |                            |
| 12 | Тур де Франс / De-Tour de France                                     | 1 марта 2008       | Шаграты                    |
| Машина времени останавливается во льдах Северной Европы в месте, где раньше находился Париж. Ребята хотят найти титановый сплав, чтобы починить корпус корабля. |                                                                      |                    |                            |
| 13 | Ночные бродяги / Night Crawlers                                      | 15 марта 2008      | Терабайты                  |
| Си Джи пытается заслужить признание как лидера своей команды. Метеоритный дождь вызывает песчаную бурю. |                                                                      |                    |                            |
| 14 | Милый дом Пангея-2 / Sweet Home Pangaea II                           | 29 марта 2008      | Сквиббоны                  |
| Машина времени приземляется в лесу сквиббонов. Ребята пытаются вернуть Сквибби навыки жизни в дикой природе. |                                                                      |                    |                            |
| 15 | Товарищи по мелководью / Shallow Pals                                | 5 апреля 2008      | Морские пауки-десантники   |
| Желе из красных водорослей, приготовленное Си Джи, оказывается в буквальном смысле тошнотворным. Итан, единственный, кто не пробовал желе, обнаруживает парусник, вблизи оказавшийся океанским фантомом. |                                                                      |                    |                            |
| 16 | Ловушка для родителей / Parent Trap                                  | 12 апреля 2008     | Ложные огнедышащие птицы   |
| Си Джи посадила в антарктическом лесу 100 млн. года гибридное растение, но в отсутствие людей с него пропали все листья и ягоды. Си Джи и Луис посчитали виновным Сквибби. |                                                                      |                    |                            |
| 17 | Вокруг света за 80 минут / Around the World in Eighty Minutes        | 19 апреля 2008     | —                          |
| Луис для игры в геокэшинг спрятал 4 контейнера. Он не знает, что сделал их из токсичных материалов. Теперь экипаж должен найти все контейнеры во всех местах 100 млн. года за 80 минут. |                                                                      |                    |                            |
| 18 | Обезьяньи мозги / Monkey Brains                                      | 26 апреля 2007     | Каракиллеры                |
| Си Джи, чтобы убедить Итана, что она — хулиганка, надевает голографический шлем и присоединяется к обезьянам. Но после того, как её в шлем клюнула хищная птица, она и в самом деле стала считать себя обезьяной. Кроме того, нужно успеть выключить энергонакопительный аппарат, пока он не взорвался, а код отключения знает только Си Джи. |                                                                      |                    |                            |
| 19 | Плавание со сликриббонами / Swimming with Slickribbons               | 10 мая 2008        | Сликриббоны                |
| Машина времени покрылась пылью из-за частых песчаных бурь. Чтобы отмыть корабль и обнаружить поломку, команда решает добыть воду из-под земли. |                                                                      |                    |                            |
| 20 | Страшная безопасность / Scared Safe                                  | 17 мая 2008        | Китовые олуши              |
| Когда ребята собирали образцы льда, ледник, на котором находилась машина времени, начал откалываться. Итан и Луис смогли уберечь корабль от аварии, однако, Си Джи все равно стала во всем перестраховываться и слишком оберегать экипаж. |                                                                      |                    |                            |
| 21 | Кажется, он — великан / He Might Be Giant                            | 24 мая 2008        | Мегасквиды                 |
| Проходящий мимо машины времени мегасквид обрушил на нее дерево. Чтобы поднять его, пришлось увеличить Итана. |                                                                      |                    |                            |
| 22 | Призрак на корабле? / A Ghost in the Machine?                        | 31 мая 2008        | —                          |
| Из всех исследованных мест только одно подходит для жизни человека — антарктический лес. Единственный недостаток — ястребиная оса. Задание путешественников: создать безопасный для окружающей среды репеллент. |                                                                      |                    |                            |
| 23 | Как лечить лихорадку мегасквида / Cure For The Common Megasquid Cold | 7 июня 2008        | Лесные флишы               |
| Простуженный мегасквид чихнул, обдав Луиса слизью. Луис боится, что теперь он болен. Сквибби помогает лесной флиши, и вскоре на борт машины времени прилетает их стая. |                                                                      |                    |                            |
| 24 | Королева сквиббонов, часть I / Queen of the Squibbons: Part I        | 21 июня 2008       | Сквиббоны                  |
| Команда узнает об источнике электромагнитного сигнала в стомиллионных годах, который появился там после их отлёта. Они возвращаются назад, при этом забыв Эмили в двухсотмиллионных годах. В то же время, электромагнитный реверс выводит всю систему машины времени из строя.                                                                |                                                                      |                    |                            |
| 25 | Королева сквиббонов, часть II / Queen of the Squibbons: Part II      | 28 июня 2008       | Сквиббоны                  |
| Путешественники пытаются вернуться в Северный лес двухсотмиллионных годов, где они забыли Эмили, но из-за повреждённого компьютера это не так просто сделать. Отец Си Джи хвалит ребят, признавая, что из них получилась слаженная команда.                                                                                                   |                                                                      |                    |                            |
| 26 | Снежный охотник в чужой стране / Snowstalker in a Strange Land       | 5 июля 2008        | —                          |
| Запах жареной рыбы привлёк снежного охотника в машину времени. Выбравшись наружу, он оказывается в жарком климате в компании с бабукари и каракиллерами. |                                                                      |                    |                            |